# 윤신지
윤신지(尹新之, 1582년 음력 12월 15일 ~ 1657년 음력 5월 3일)는 조선의 문신으로 선조의 부마이다. 선조의 서녀 정혜옹주와 결혼하였다. 윤두수의 손자이자, 의정부 영의정을 지낸 윤방(尹昉)의 아들이다. 자는 중우(仲又)이고 호는 연초재(燕超齋)·현주(玄洲)이며, 시호는 문목(文穆), 본관은 해평(海平)이다. 윤택영, 윤덕영의 10대조이다.
1614년(광해군 6년) 8월 27일 위성원종공신 3등(衛聖原從功臣三等)에 책록되었다.

## 생애
1582년(선조 15년) 12월 15일 태어났다. 영의정 윤두수의 손자로, 아버지는 윤방이다. 어머니는 청원위 한경록과 의혜공주의 아들인 한의의 딸로, 중종의 증손녀이다. 1596년(선조 29년) 선조와 인빈 김씨의 둘째 딸인 정혜옹주와 결혼하여 해숭위(海嵩尉)에 봉해졌다.
1614년(광해군 6년) 8월 27일 위성원종공신 3등(衛聖原從功臣三等)에 책록되었다.
1636년(인조 14년) 병자호란이 발생하자 소모대장(召募大將)이 되어 강화도를 방어하게 되었다. 그러나 전세가 불리하여 청군에게 갑진진(甲津鎭)이 함락되고 청나라 군대가 강화성 앞까지 진입해오자 자살을 기도하여, 언덕에서 투신했으나 목숨을 건졌다.
1638년(인조 16년) 4월, 헌부로부터 전란 중 위급한 상황에서 아버지를 구하러 가지 않았다는 이유로 삭탈 관작 하라는 탄핵을 받았으나, 인조는 '그 당시 형세상 달려와 구원할 방법이 없었으니 더 이상 번거롭게 하지 말라'며 윤신지를 비호하였다. 같은해 11월, 아내인 정혜옹주와 사별하였다.
1657년(효종 8년) 5월 3일 병으로 사망하였다. 이후 고양군 원당리에 묻혔다.
 
해숭위(海嵩尉) 윤신지(尹新之)가 졸하였다.
고(故) 재상 윤방(尹昉)의 아들이자 선조(宣祖)의 부마이다.
글을 잘 지었고 서화에도 능한데다 아들 윤지(尹墀)와 윤구(尹坵)도 모두 현달하였으므로
풍류와 복록이 일세의 선망의 대상이 되었다.
그러나 오래지 않아 두 아들이 먼저 죽자
이 때부터 문을 닫고 일을 사양하기를 근 20년이나 하다가 죽었다.— 《효종실록》 18권,
효종 8년(1657년 청 순치(順治) 14년) 5월 4일 (병오)

## 가족 관계
| - 조부 : 윤두수(尹斗壽, 1533~1601) - 조모 : 창원 황씨(昌原 黃氏, ?~1592) - 황대용의 딸 - 아버지 : 윤방(尹昉, 1563~1640) - 외조부 : 한의(韓漪) - 중종의 외손자이자 의혜공주의 아들 - 외조모 : 전주 이씨(全州 李氏) - 이집의 딸 - 어머니 : 한봉헌(韓鳳獻, 1562~1603) - 형 : 윤이지(尹履之, 1579~1668) - 형수 : 안동 김씨(安東 金氏, 1578~1638) - 김상준의 딸 | - 부인 : 정혜옹주(貞惠翁主, 1584~1638) - 선조와 인빈 김씨의 딸 - 장남 : 윤지(尹墀, 1600~1644) - 며느리 : 남양 홍씨(南陽 洪氏, 1601~1653) - 홍명원의 딸 - 손녀 : 정경부인 해평 윤씨(海平 尹氏, 1617~1689) - 김만기 · 김만중의 어머니이자 숙종비 인경왕후의 조모 - 손녀 사위 : 김익겸(金益兼, 1614~1637) - 김장생의 손자 - 차남 : 윤구(尹坵, 1606~1637) - 며느리 : 청풍 김씨(淸風 金氏, 1605~1656) - 김신국의 딸 |